# いしだまお
いしだ まお（9月2日 - ）は女性ネット声優。同人ボーカル。血液型はO型。別名義でアダルトゲームの声優として活動している。

## 出演作

### ドラマCD
- Innocent Eyes（リディ）
- Dramatic Fate（イリヤ）
- わたしとワタシとワタシの勇者（鷹津しずる）
- 怨魂（山峰琉依子）

### 同人ゲーム
- ZANGEFOOL FIGHTERII（ミラ・ヨコヤマ）
- KnuckleFighter（ミラ・ヨコヤマ）
- KnuckleFighter（フラン）
- Chiral〜もう一度 あなたに逢いたい〜（立原鈴奈）
- 輪廻覚醒（姫邑零菜）
- ネコミミハニィライフ（ミオ）
- Fate/clumns night（イリヤ）
- SWEET PLUMCOT（向坂風花）
- HALF LINE PAN2〜パンツ史上最高のパンツゲー〜完全版（春野ちとせ・吹雪夕菜）
- 月戦 Light アルクェイド（ワルク・猫アルク・琥珀・翡翠・弓塚さつき）
- コガラシ（鳩山霖）
- ムシツキ（七生あずさ・もえぎ）
- マイペット琥珀（琥珀）
- めせメディ（煌璃）
- 届くはずのない手紙（凪瀬つむぎ）
- 胡蝶遊郭（花）
- 私立世宇高校生徒会へようこそ!!（清川ゆうや）
- マイペット秋葉（琥珀）
- マイペットレン（琥珀）
- 淫魔の迷宮（煌璃・リザエル）
- 月戦 REFRESH（アルクェイド・ネコアルク・ワルク・琥珀・魔女琥珀・翡翠・さつき）
- スク水バスター（御笠木倫子）
- 萌えフラ（まい）
- ひがスト2005（パチュリー・ノーレッジ）
- 僕のメイドさん（真琴）
- 月戦 REFRESH＋DISC（セイバー・遠坂凛）
- 姫神子〜永久の絆〜（闇姫）
- スク水Lover（御笠木倫子）
- フランボンソワ★チェキング!（ミント）
- キズナファイターズ・零（水無月春霞）
- 搾って!ふたみるく（沢渡恵美）
- 夢見町まほ〜事変（萌黄なこ・クィーン・サブキャラ1人）
- 妖谷忍法帳（煌璃・リザエル）
- レンタルガール〜そんなことよりミスラとにぅにぅ〜（マリ=カナデ）
- ないモノねだり（大橘椿）
- GUARDIAN HEROINES FINAL（川澄舞・来栖川綾香）
- シャンテリーゼ（エリーゼ）
- 古本屋こほにゃ（真琴）
- BIGBANG BEAT 1st Impression（中西剣道）
- ロリータ受胎（宇野美月）
- 聖レイデンの七不思議（ミラールリィ）
- ルセッティア 〜アイテム屋さんのはじめ方〜（ナギ、アルエット）
- ソラ-sora-（ソラ）

### その他
- ランジェリー戦士パピヨンローゼ（小つぼみ）